# Cele mai mari aglomerări urbane din America de Nord

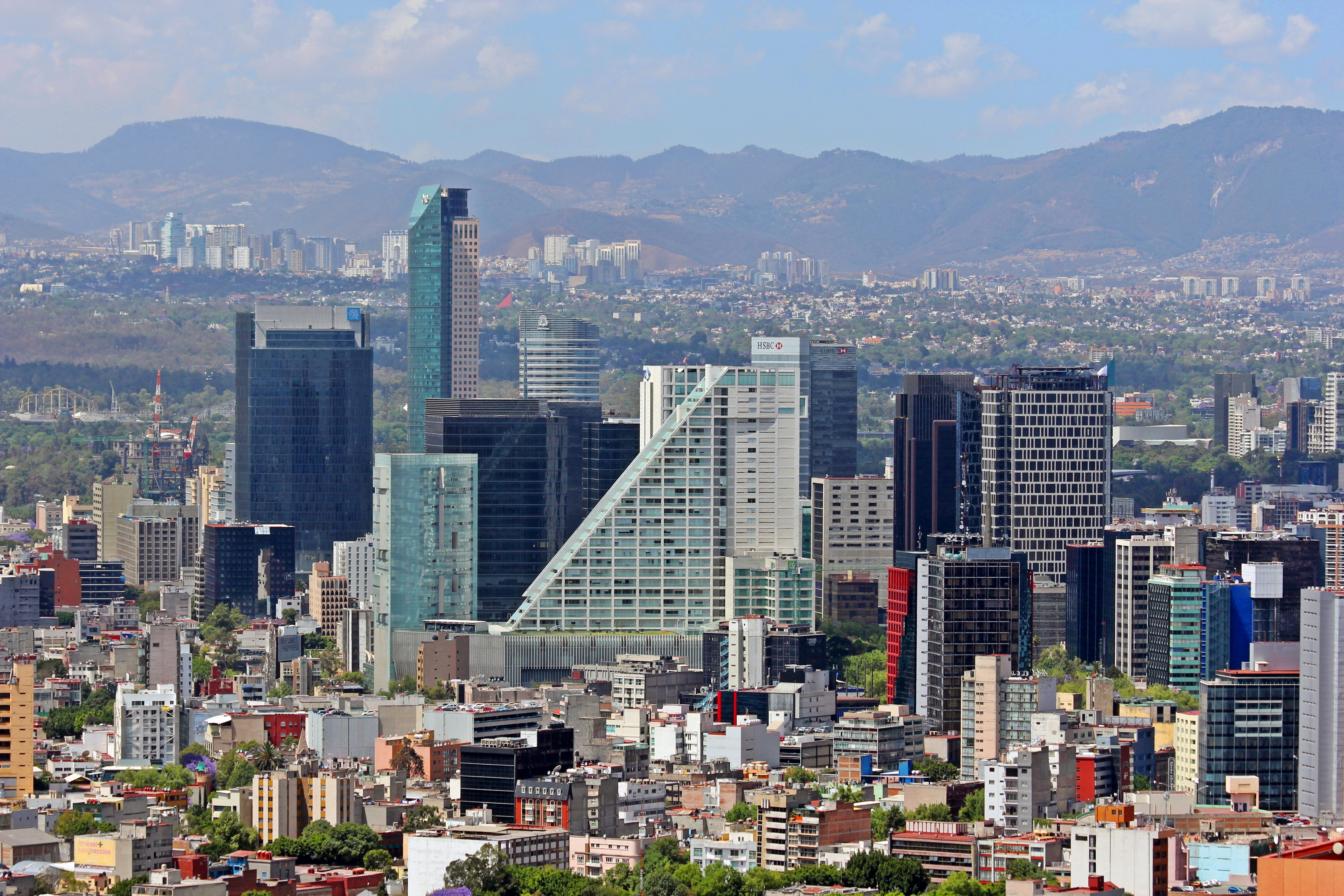
Mexico City

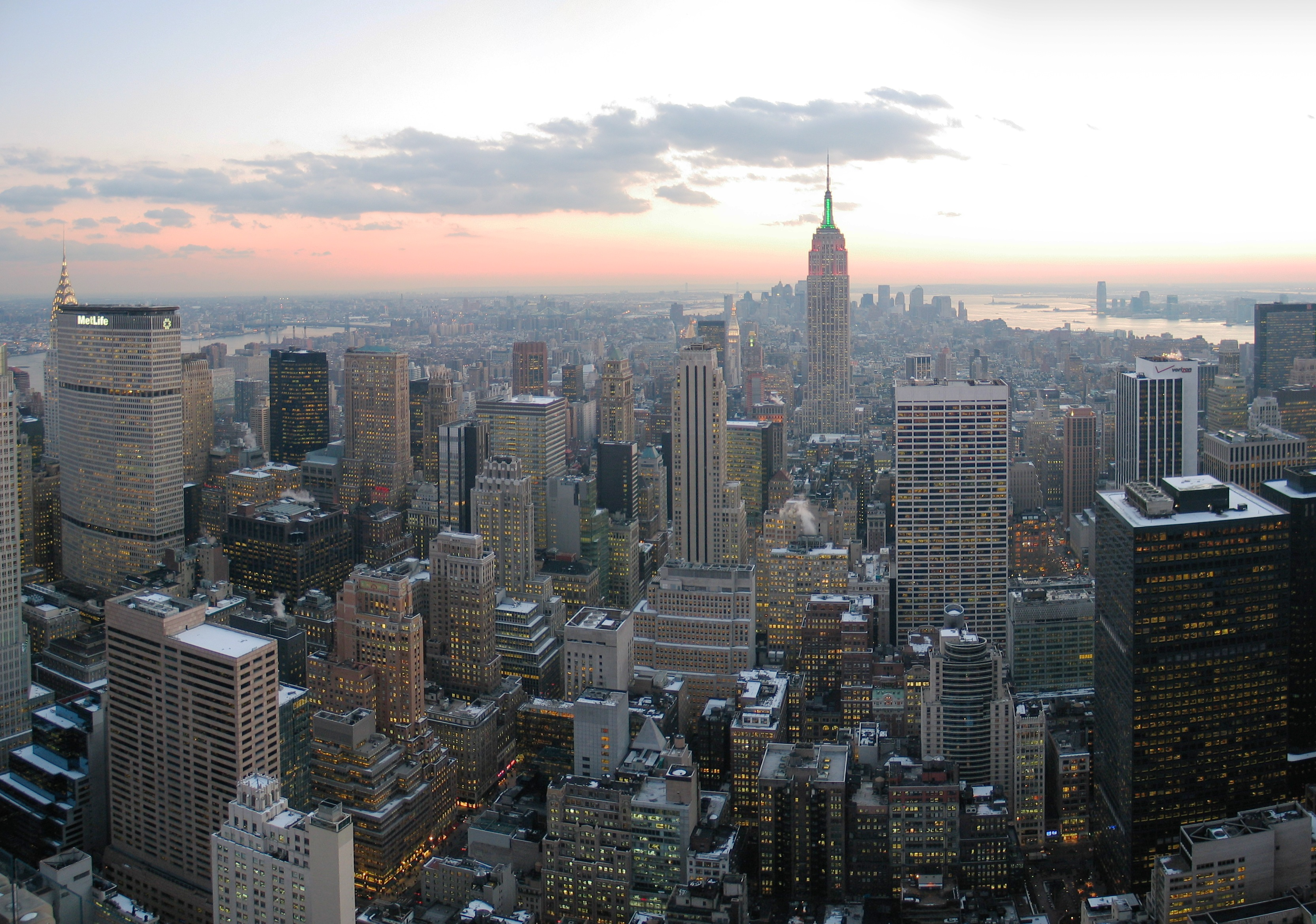
New York City

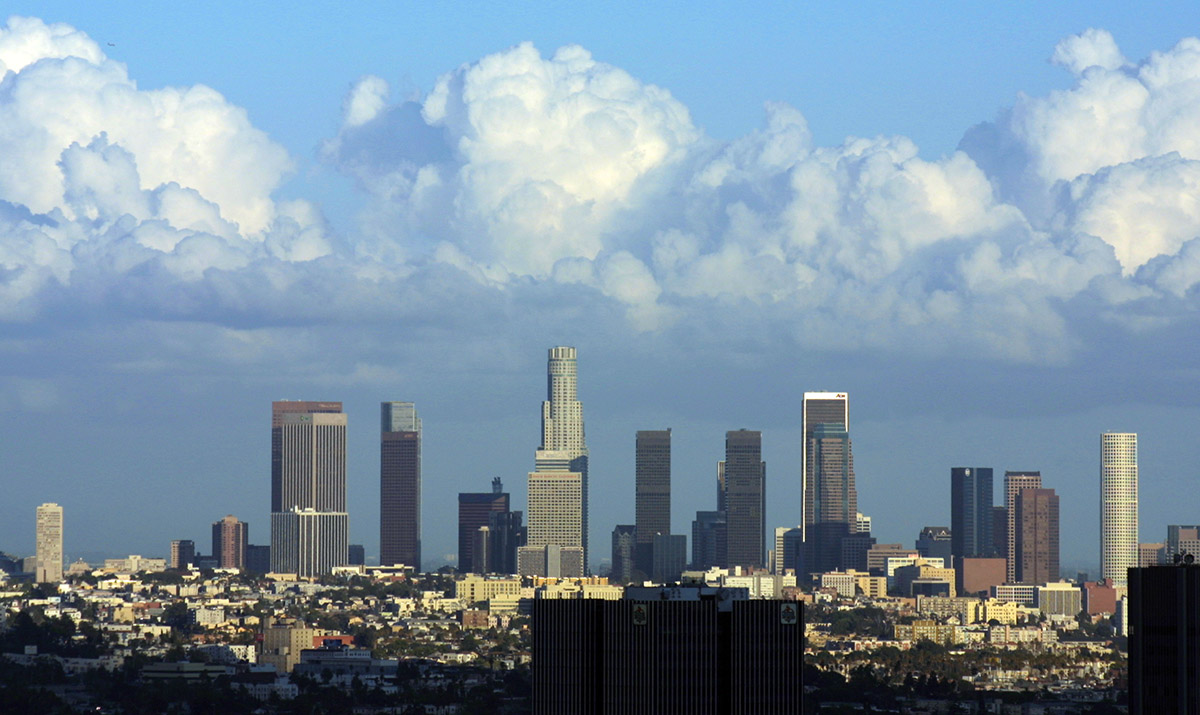
Los Angeles

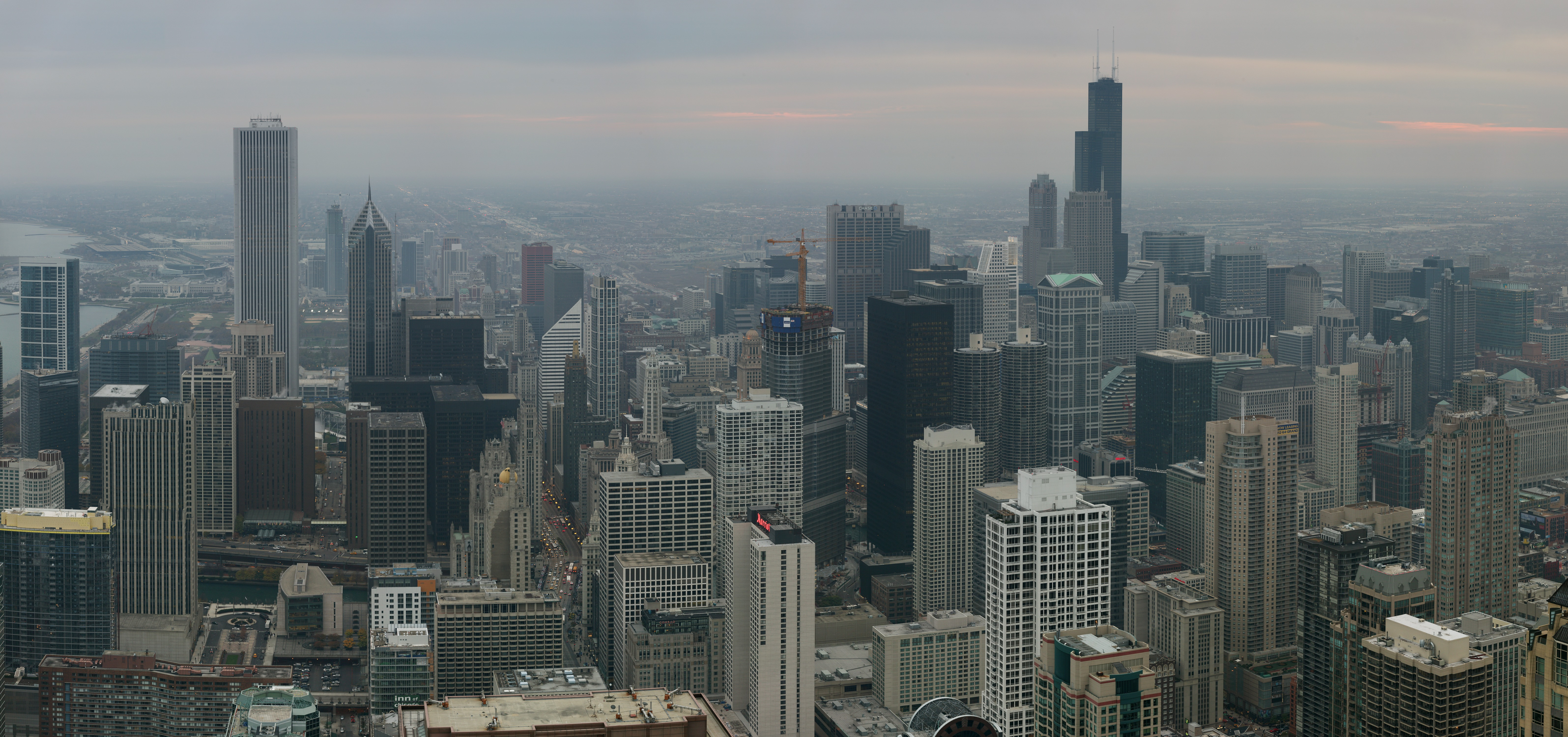
Chicago

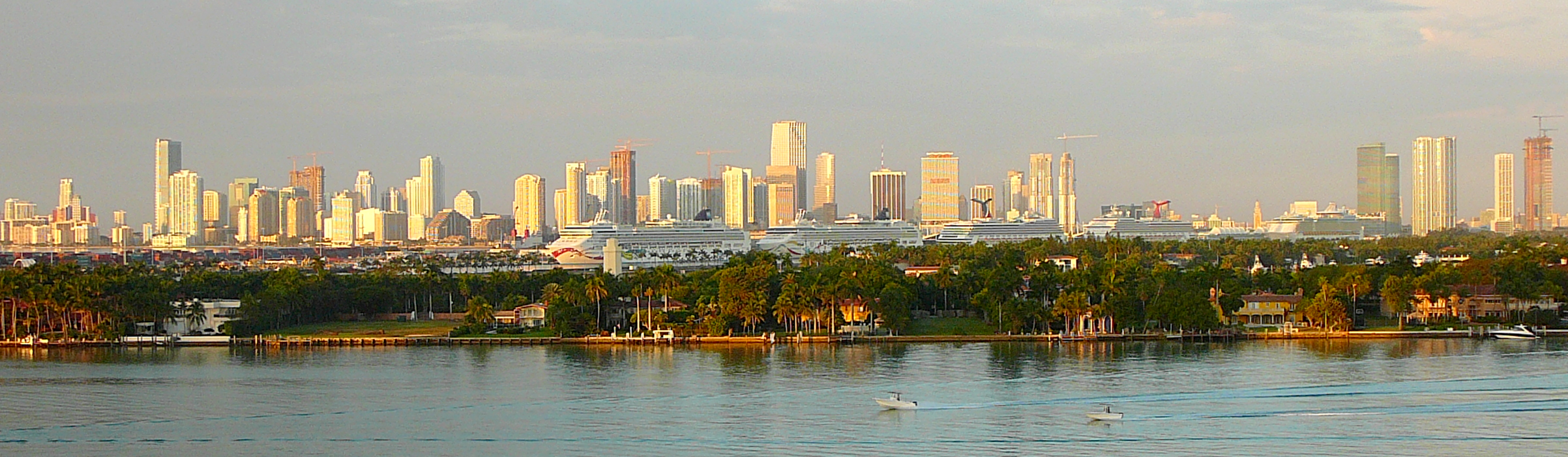
Miami

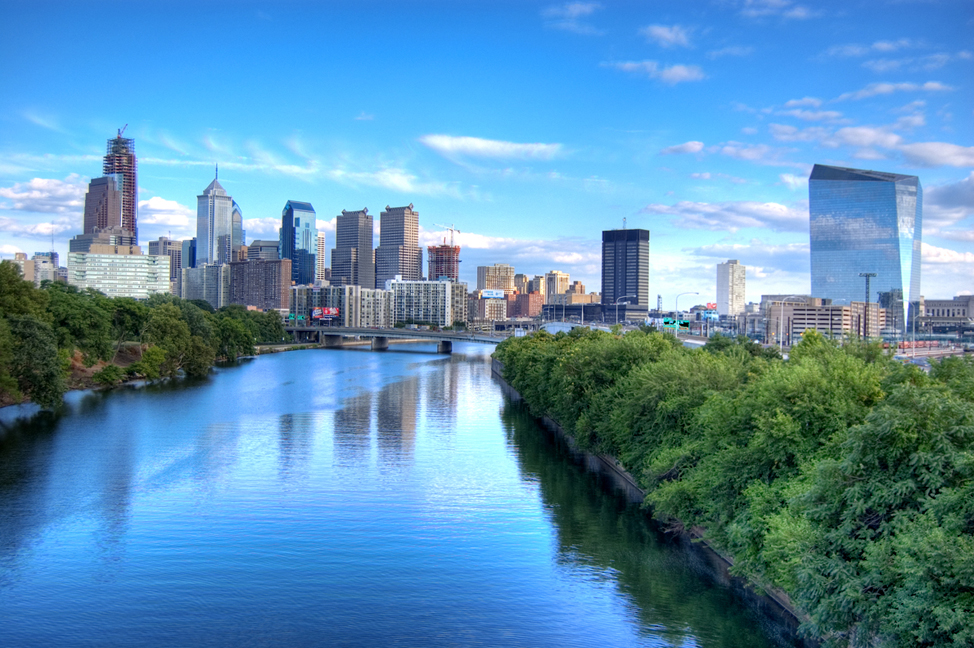
Philadelphia

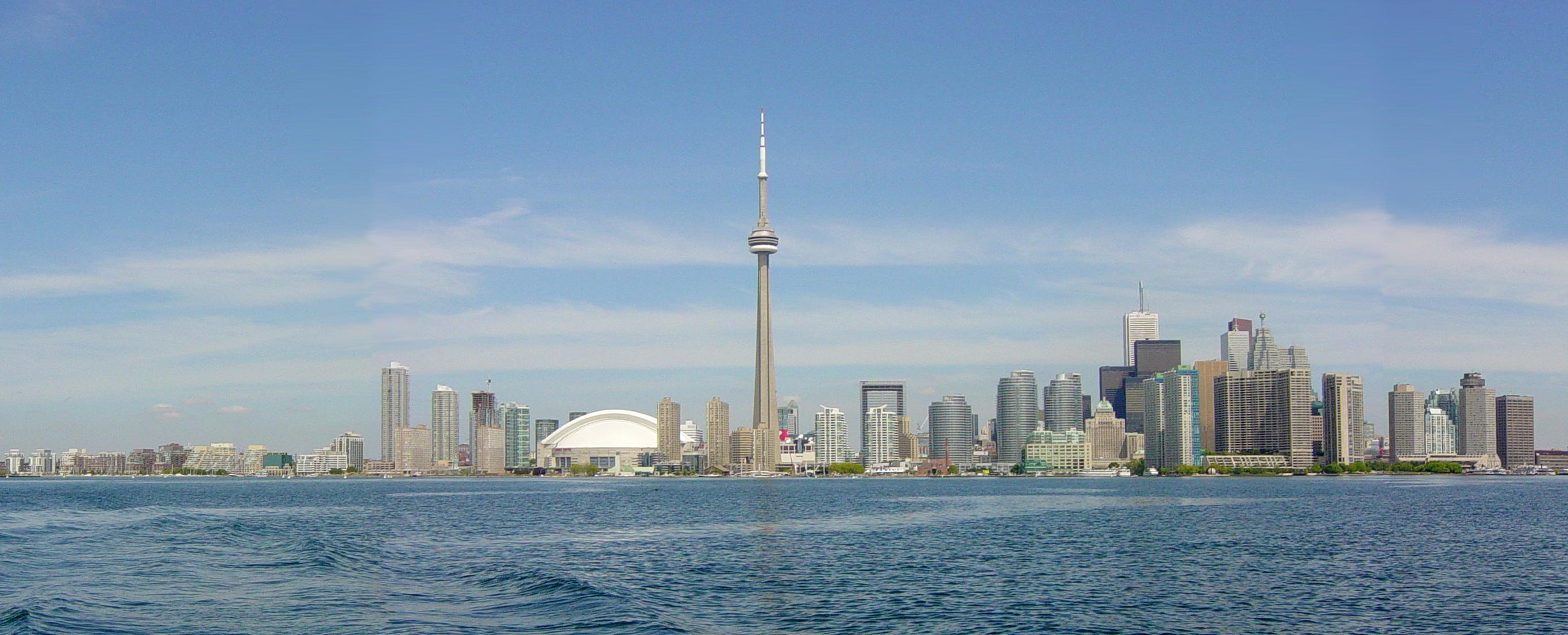
Toronto

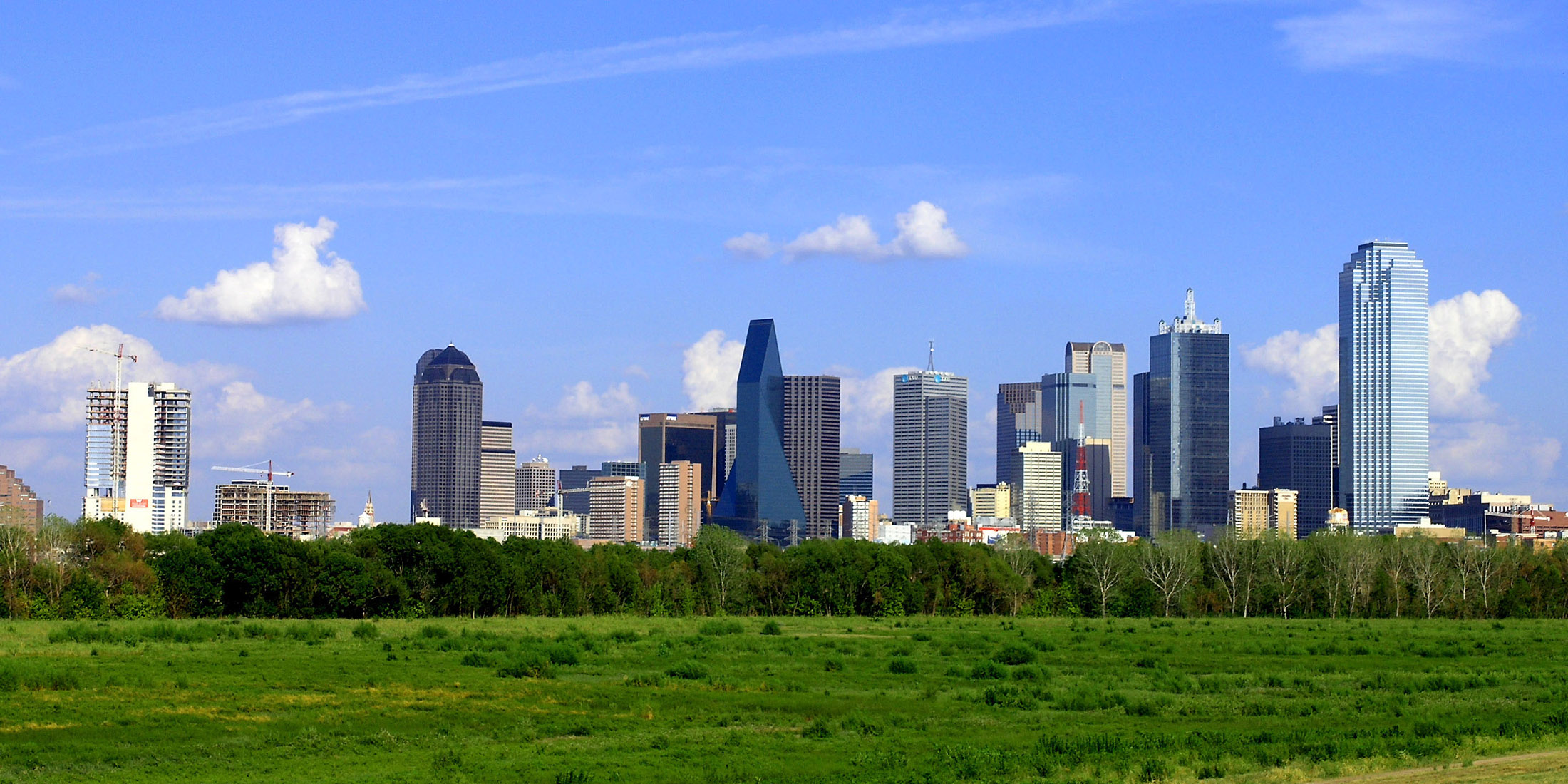
Dallas

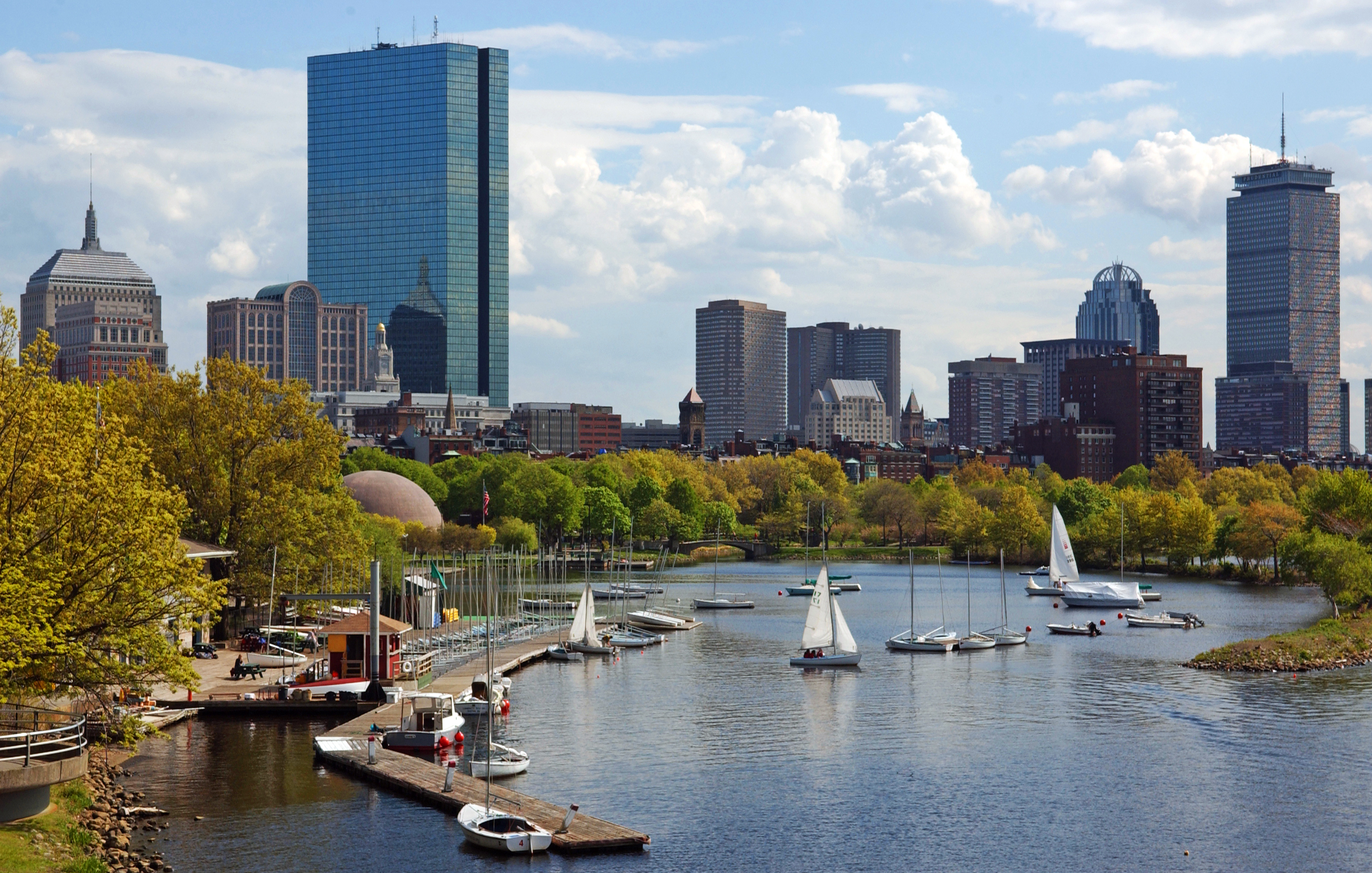
Boston

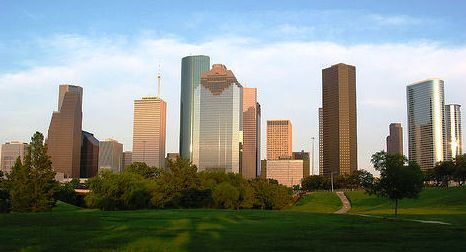
Houston

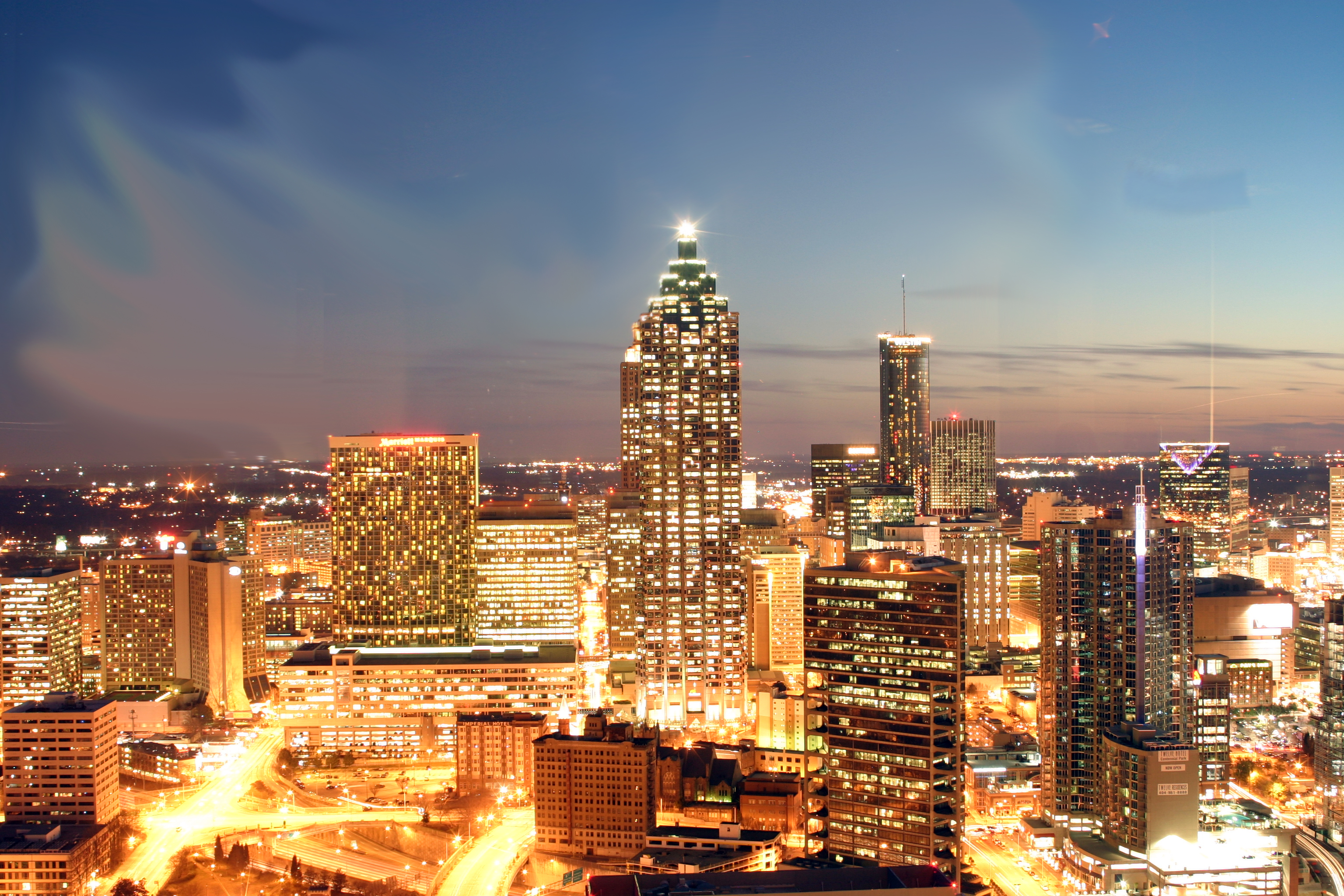
Atlanta

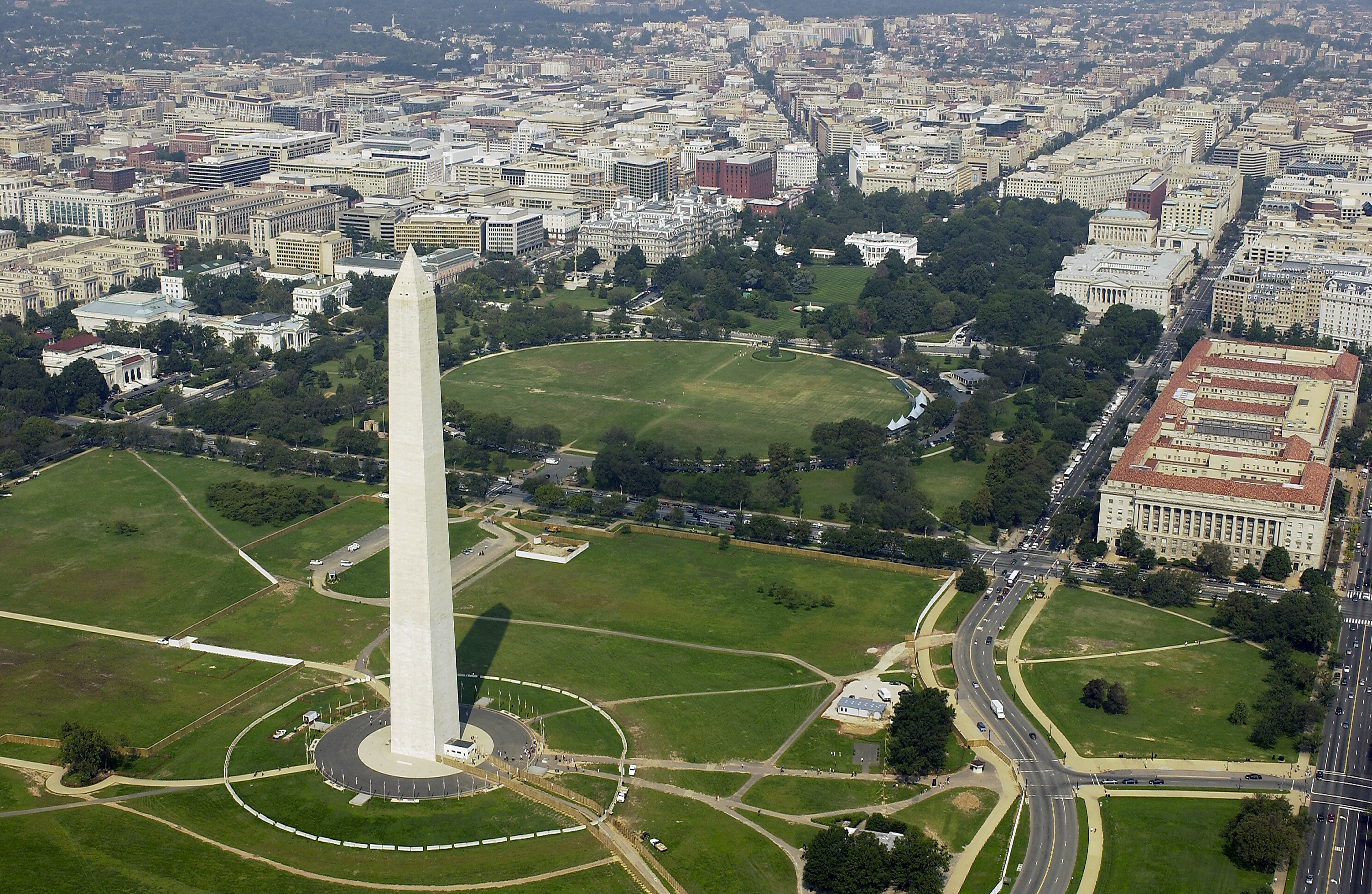
Washington, D.C.

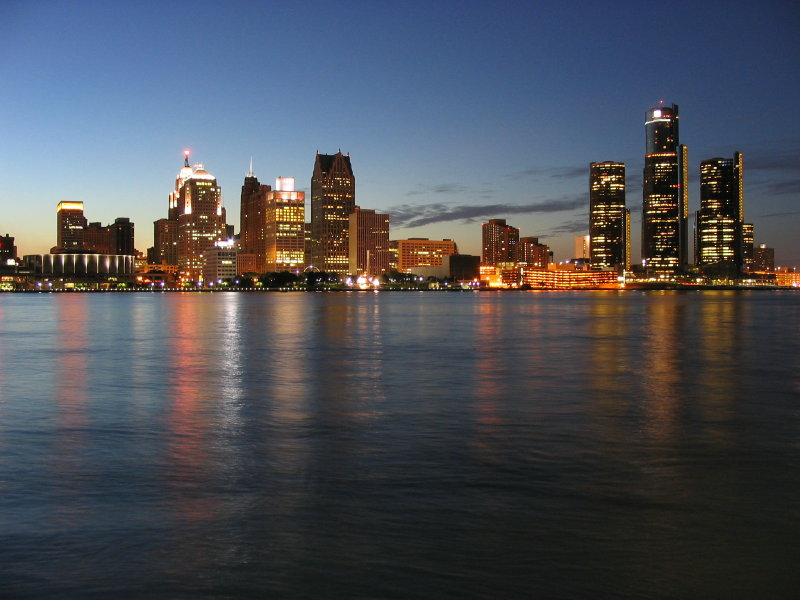
Detroit

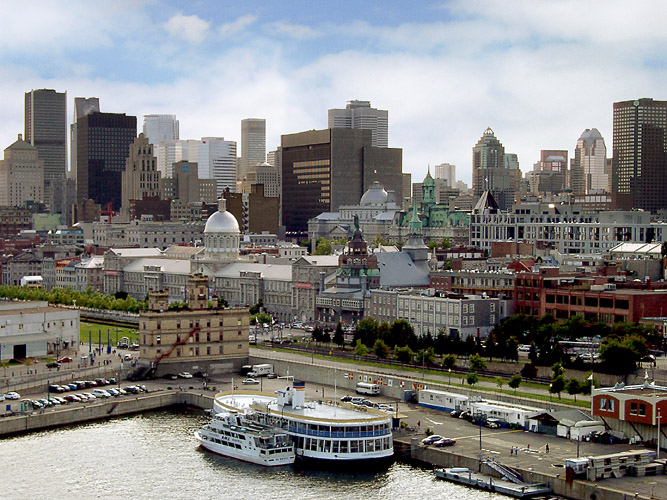
Montréal

Aceasta este o listă cu cel mai mari aglomerări urbane din America de Nord. Include toate aglomerările ce aveau în 2005 o populație mai mare de 750.000 de locuitori.
| Locul | Nume                   | Populația 2005 | Populația 1950 |
| ----- | ---------------------- | -------------- | -------------- |
| 1     | Mexico City            | 19,411,000     | 2.883.000      |
| 2     | New York City          | 18.718.000     | 12.338.000     |
| 3     | Los Angeles            | 12.298.000     | 4.046.000      |
| 4     | Chicago                | 8.814.000      | 4.999.000      |
| 5     | Miami                  | 5.434.000      | 622.000        |
| 6     | Philadelphia           | 5.392.000      | 3.128.000      |
| 7     | Toronto                | 5.312.000      | 1.068.000      |
| 8     | Dallas–Fort Worth      | 4.655.000      | 866.000        |
| 9     | Boston                 | 4.361.000      | 2.551.000      |
| 10    | Houston                | 4.320.000      | 709.000        |
| 11    | Atlanta                | 4.304.000      | 513.000        |
| 12    | Washington, D.C.       | 4.238.000      | 1.298.000      |
| 13    | Detroit                | 4.034.000      | 2.769.000      |
| 14    | Guadalajara            | 3.968.000      | 403.000        |
| 15    | Montreal               | 3.640.000      | 1.343.000      |
| 16    | Monterrey              | 3.596.000      | 356.000        |
| 17    | Phoenix                | 3.416.000      | 221.000        |
| 18    | San Francisco–Oakland  | 3.385.000      | 1.855.000      |
| 19    | Seattle                | 2.989.000      | 795.000        |
| 20    | San Diego              | 2.852.000      | 440.000        |
| 21    | San Juan               | 2.605.000      | 451.000        |
| 22    | Minneapolis–Saint Paul | 2.556.000      | 996.000        |
| 23    | Tampa                  | 2.252.000      | 300.000        |
| 24    | Denver                 | 2.239.000      | 505.000        |
| 25    | Baltimore              | 2.205.000      | 1.168.000      |
| 26    | Havana                 | 2.189.000      | 1.147.000      |
| 27    | Vancouver              | 2.188.000      | 556.000        |
| 28    | St. Louis              | 2.159.000      | 1.407.000      |
| 29    | Port-au-Prince         | 2.129.000      | 133.000        |
| 30    | Santo Domingo          | 2.022.000      | 219.000        |
| 31    | Cleveland              | 1.855.000      | 1.392.000      |
| 32    | Puebla                 | 1.824.000      | 227.000        |
| 33    | Portland               | 1.810.000      | 516.000        |
| 34    | Pittsburgh             | 1.806.000      | 1.539.000      |
| 35    | Las Vegas              | 1.720.000      | 35.000         |
| 36    | Riverside              | 1.690.000      | 139.000        |
| 37    | Tijuana                | 1.649.000      | 60.000         |
| 38    | San Jose               | 1.631.000      | 182.000        |
| 39    | Cincinnati             | 1.599.000      | 881.000        |
| 40    | Sacramento             | 1.555.000      | 216.000        |
| 41    | Toluca                 | 1.545.000      | 54.000         |
| 42    | Ciudad Juárez          | 1.540.000      | 123.000        |
| 43    | San Salvador           | 1.517.000      | 194.000        |
| 44    | León                   | 1.481.000      | 123.000        |
| 45    | Virginia Beach         | 1.460.000      | 391.000        |
| 46    | Kansas City            | 1.437.000      | 703.000        |
| 47    | San Antonio            | 1.436.000      | 454.000        |
| 48    | Indianapolis           | 1.387.000      | 505.000        |
| 49    | Milwaukee              | 1.361.000      | 836.000        |
| 50    | Orlando                | 1.306.000      | 75.000         |
| 51    | Providence             | 1.248.000      | 703.000        |
| 52    | Columbus               | 1.236.000      | 441.000        |
| 53    | San José               | 1.217.000      | 148.000        |
| 54    | Panama City            | 1.216.000      | 171.000        |
| 55    | Managua                | 1.165.000      | 110.000        |
| 56    | Ottawa                 | 1.156.000      | 282.000        |
| 57    | Austin                 | 1.107.000      | 137.000        |
| 58    | Torreón                | 1.072.000      | 189.000        |
| 59    | Calgary                | 1.058.000      | 132.000        |
| 60    | Memphis                | 1.053.000      | 409.000        |
| 61    | Edmonton               | 1.015.000      | 163.000        |
| 62    | New Orleans            | 1.010.000      | 664.000        |
| 63    | Buffalo                | 999.000        | 899.000        |
| 64    | Bridgeport–Stamford    | 987.000        | 415.000        |
| 65    | Guatemala City         | 984.000        | 428.000        |
| 66    | Jacksonville           | 961.000        | 246.000        |
| 67    | Santiago de Querétaro  | 947.000        | 49.000         |
| 68    | Charlotte              | 946.000        | 142.000        |
| 69    | San Luis Potosí        | 946.000        | 132.000        |
| 70    | Salt Lake City         | 943.000        | 230.000        |
| 71    | Mérida                 | 939.000        | 143.000        |
| 72    | Tegucigalpa            | 927.000        | 73.000         |
| 73    | Louisville             | 924.000        | 476.000        |
| 74    | Hartford               | 894.000        | 425.000        |
| 75    | Richmond               | 888.000        | 260.000        |
| 76    | Mexicali               | 860.000        | 66.000         |
| 77    | Aguascalientes         | 859.000        | 94.000         |
| 78    | Nashville              | 848.000        | 261.000        |
| 79    | Culiacán               | 812.000        | 49.000         |
| 80    | Tucson                 | 798.000        | 77.000         |
| 81    | Tuxtla Gutiérrez       | 788.000        | 28.000         |
| 82    | Oklahoma City          | 773.000        | 278.000        |
| 83    | Acapulco               | 769.000        | 29.000         |
| 84    | Honolulu               | 767.000        | 250.000        |
| 85    | Dayton                 | 754.000        | 350.000        |

- După numărul de locuitori din aria metropolitană, cele mai suprapopulate metropole din America de Nord sunt:

1. New York (26.926.676 loc.): Paterson, Yonkers, Jersey City, Newark, Elizabeth și New York
2. Los Angeles (24.941.175 loc.): San Fernando, Burbank, Pasadena, Pomona, Torrance, Long Beach, Huntington Beach, Santa Ana, Anaheim, Riverside, San Bernardino și Los Angeles
3. Ciudad de México (23.293.783 loc.): Nezahualcóyotl și Ciudad de México
4. Chicago (11.723.614 loc.): Evanston, Elgin și Chicago
5. Dallas (8.012.527 loc.): Garland, Irving, Fort Worth, Arlington și Dallas
6. Boston (7.617.988 loc.): Lowell și Boston
7. San Francisco (7.354.555 loc.): Berkeley, Concord, Vallejo, Napa, Oakland, Hayward, Sunnyvale, Santa Clara, San José și San Francisco

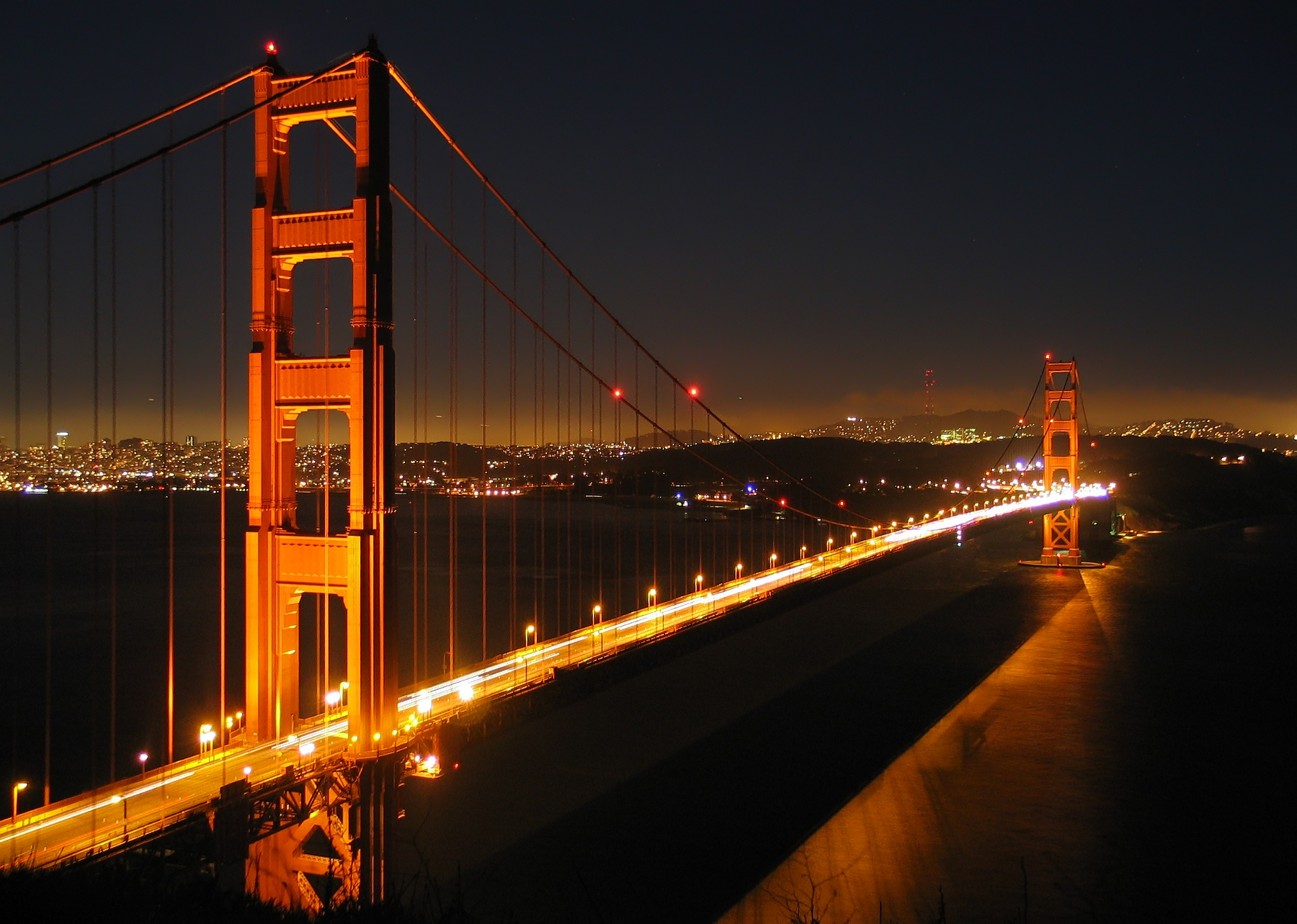
Podul Golden Gate, San Francisco
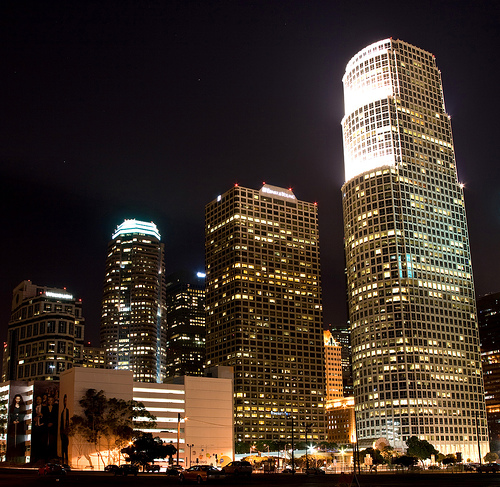
Vedere panoramică asupra zgârie-norilor din Los Angeles
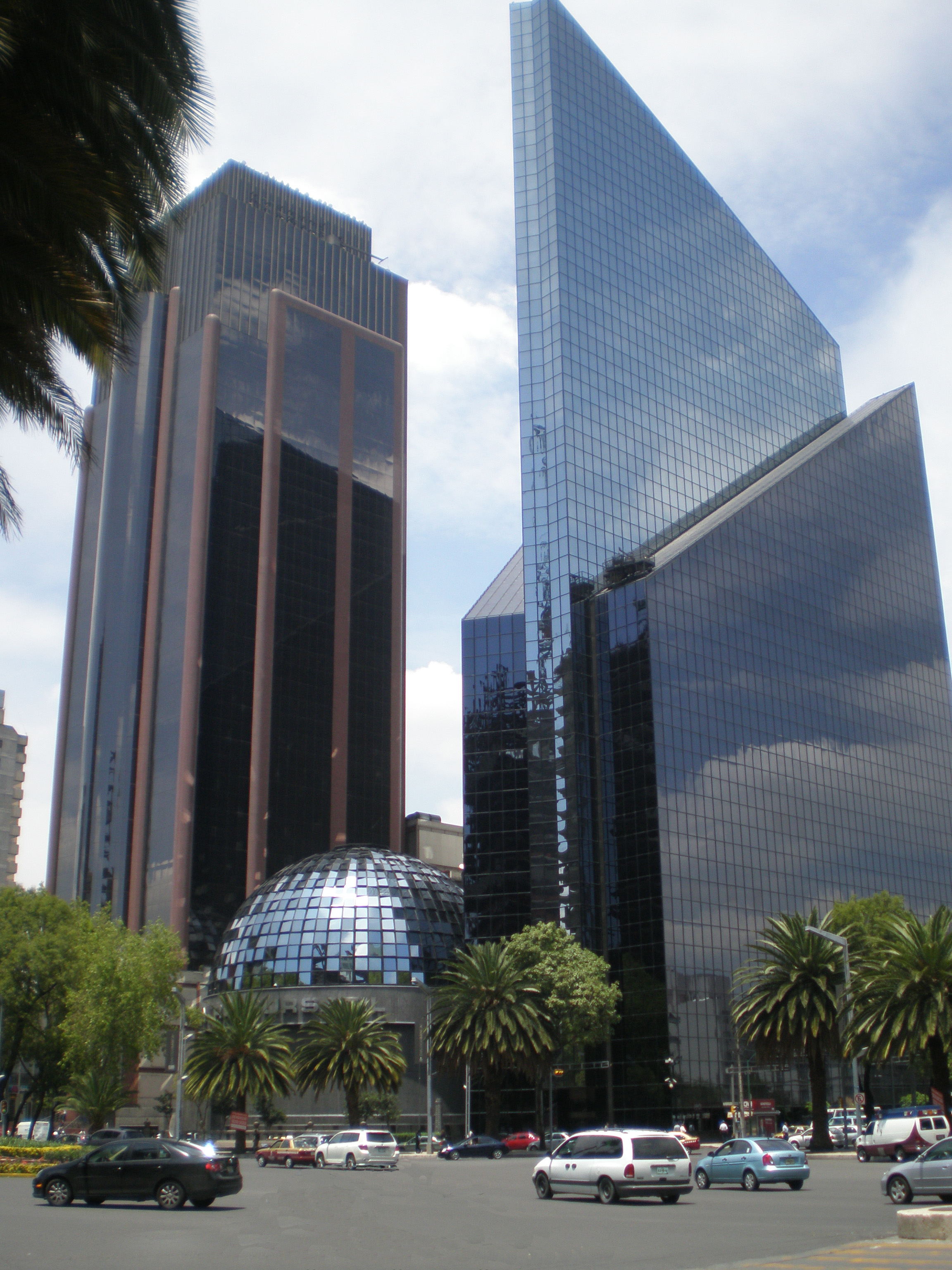
Bolsa Mexicana de Valores, Ciudad de México
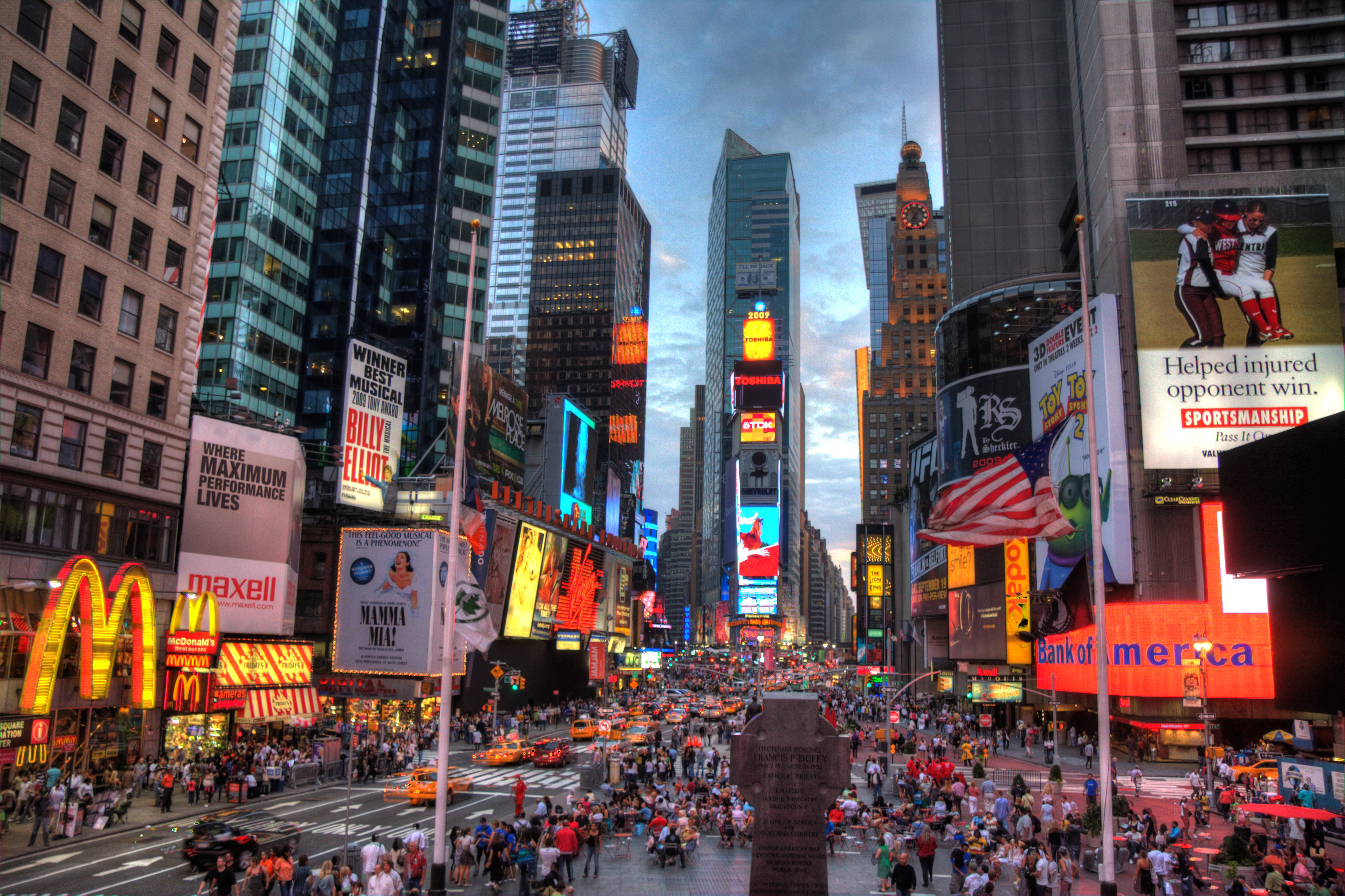
Times Square, New York
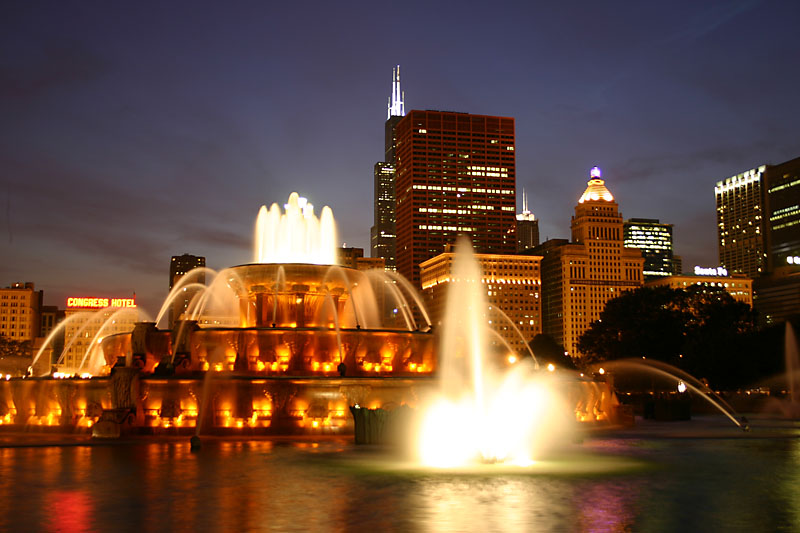
Fântâna Buckingham, Chicago
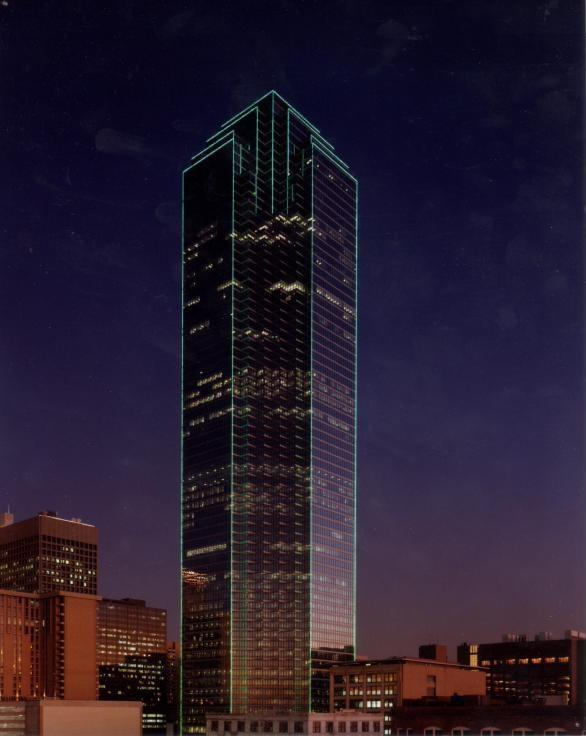
Bank of America Plaza (Dallas), noaptea
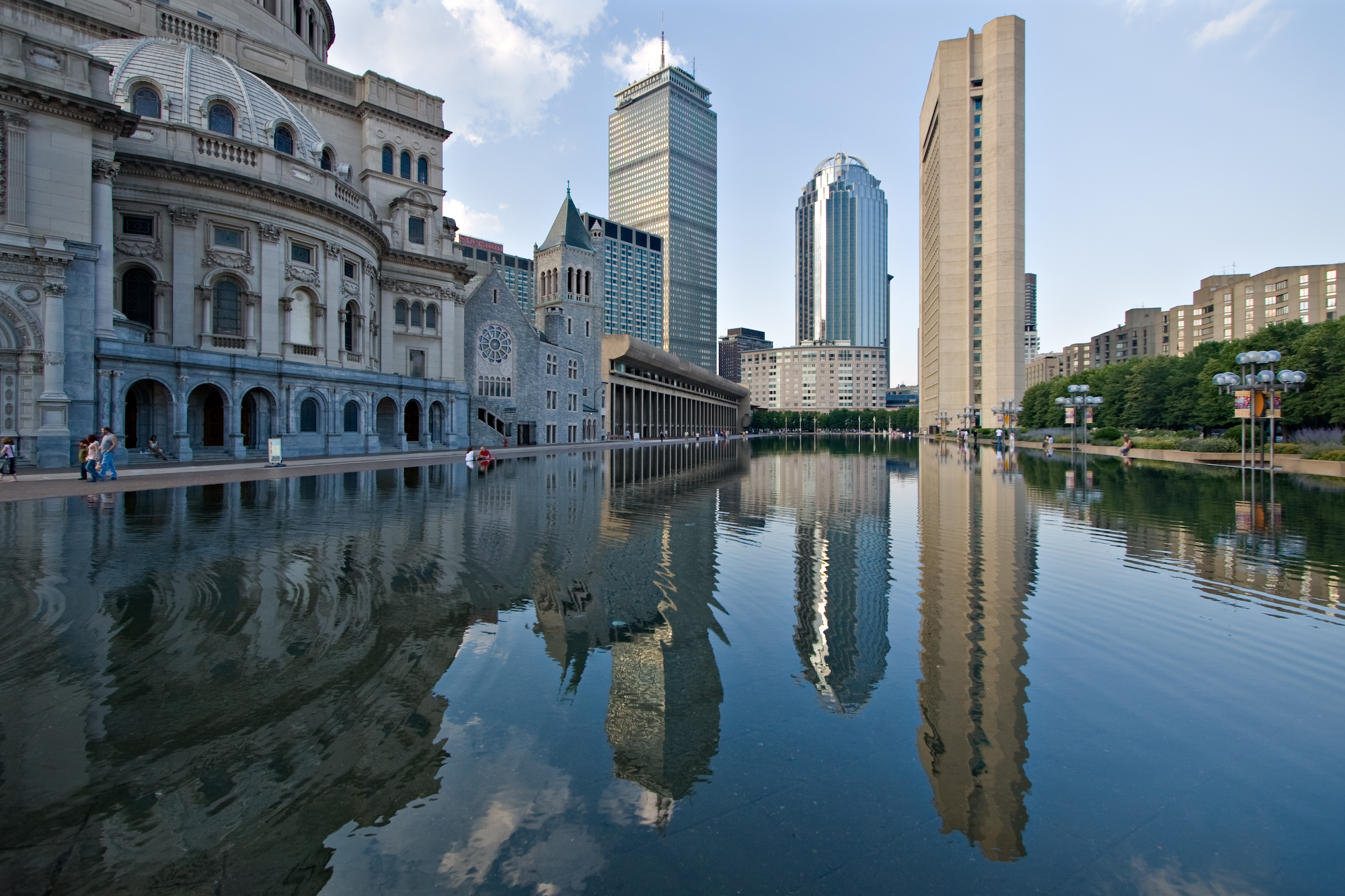
Prudential Tower (276 m), Boston